# Oberst
Oberst ((tysk): der oberste for 'den øverste') er en officersgrad i en hær og et luftvåben mellem brigadegeneral og oberstløjtnant.
En oberst rangeres ind i Rangfølgens klasse 3.

## Oberster i det danske militær
En oberst er i Hæren chefen for et regiment, en brigade eller tjenstgørende ved en stab.
Graden svarer til en kommandør i Søværnet.
I Flyvevåbnet er en oberst stationschef (chef for en flyvestation) eller tjenstgørende ved en stab.
I Forsvarets Sundhedstjeneste vil stabslæger, stabstandlæger og stabsdyrlæger af 1. grad bære oberstdistinktioner.
I Hærhjemmeværnet er en oberst chef for en af to Landsdelsregioner – henholdsvis LRGNE og LRGNV, mens obersten i Flyverhjemmeværnet er korpschef. Oberster i Hjemmeværnet er lønnede.
- Oberst-distinktion, Hæren.
- Oberst-distinktion, Flyvevåbnet.

## Oberster internationalt og historisk
En oberst svarer til Group Captain i Storbritanniens Royal Air Force.
- USA
Colonel
- Italien
Colonnello
- Grækenland
- Rumænien
Colonel
- Estland
Kolonel
- Sverige (luftvåben)
Överste
- Sverige (hær)
Överste
- Finland
- Rusland og Sovjetunionen
- Egypten
(Arabisk: عقيد)
- Polen
Pułkownik
- Nederlandene
Kolonel
- Portugal
Coronel
- Thailand

## Berømte oberster
- Muammar al-Khaddafi – Libyens diktator 1969-2011.
- Colonel Sanders – stifteren af Kentucky Fried Chicken.
- Claus Schenk von Stauffenberg – deltog i det mislykkede 20. juli-attentat mod Hitler

### Oberster i litteraturen
- Oberst Jorgen – Skurk i tegneserien Tintin.
- Oberst Hachel – Garnisonskommandant i tv-serien Matador.
- Colonel Kurtz – person i Joseph Conrads roman Mørkets Hjerte. Filmatiseret som Dommedag nu.